# Santos
Santos je grad u Brazilu, u državi São Paulo.
po procjenama iz 2006., ima 418.375 stanovnika.